# Mont Lao

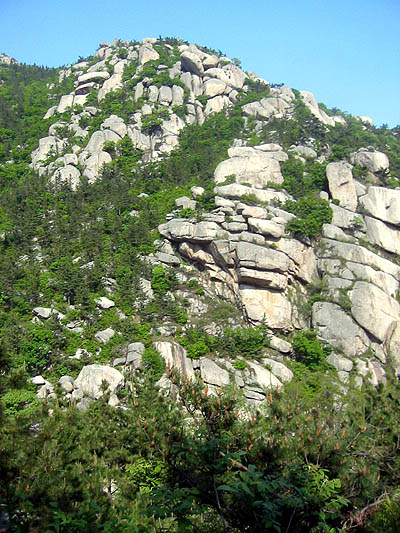
Un des sommets du mont Lao

Le mont Láo (chinois simplifié : 崂山 ; chinois traditionnel : 嶗山 ; pinyin : láo shān) est une montagne située dans le district de Laoshan à environ 40 km à l'est de la ville de Qingdao, dans le Shandong en Chine.

## Géographie
Il s'étend sur 400 km2. Son plus haut sommet le Grand Pic (chinois : 巨峰 ; pinyin : jù fēng), ou sommet du Láo (chinois simplifiés : 崂顶 ; chinois traditionnel : 嶗頂 ; pinyin : láo dǐng), culmine à 1 133 m.

## Autre noms
Le mont Láo fut anciennement appelé 勞山 (pinyin : láo shān) et 牢山 (pinyin : láo shān)

## Taoïsme

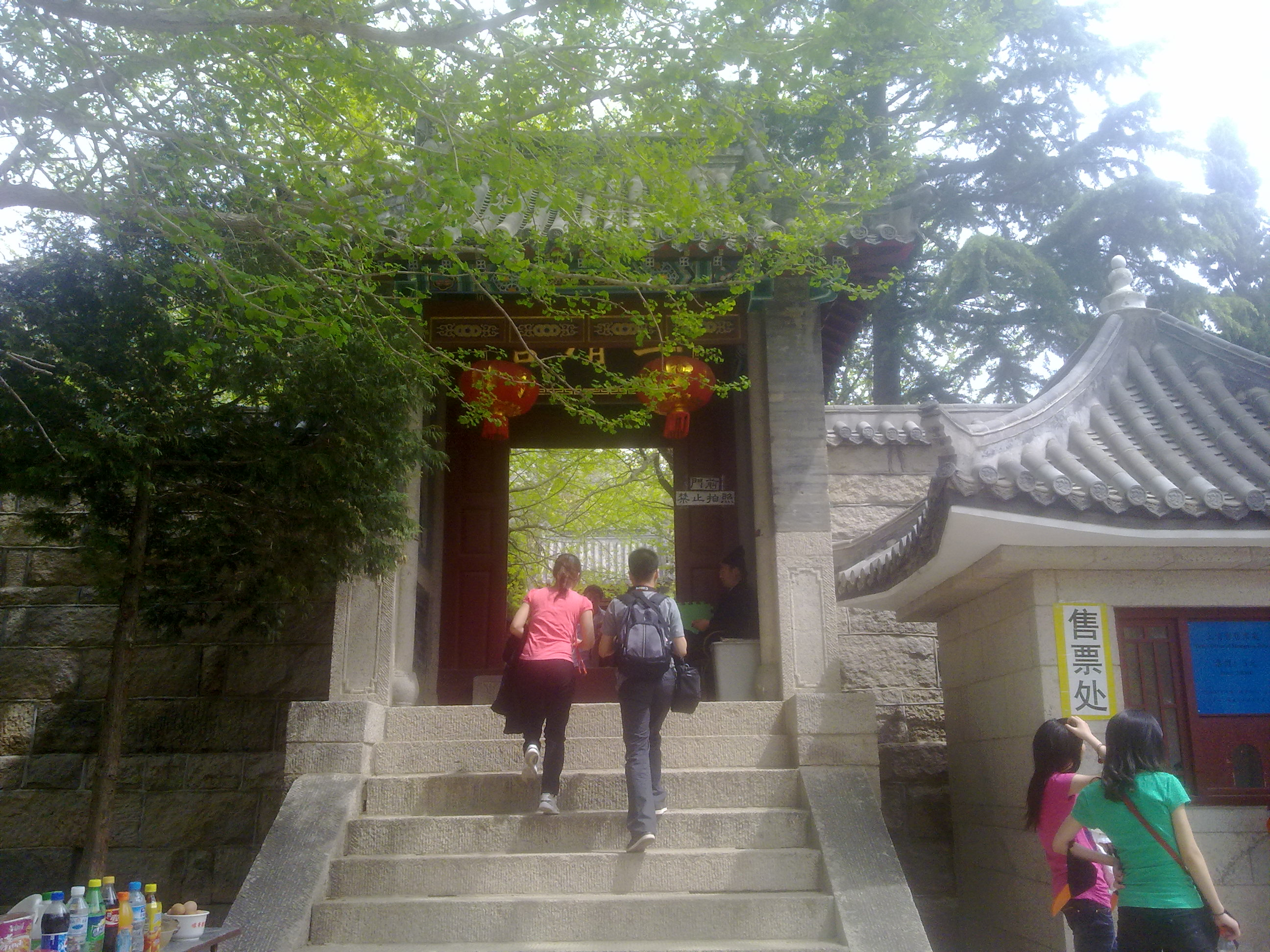
Entrée du temple de la Grande Pureté.

Le mont Láo est depuis de nombreux siècles un centre important du taoïsme en Chine. Il ne fait pas partie des cinq montagnes sacrées du taoïsme, mais on y trouve de nombreuses sculptures, gravures et monuments divers liés au taoïsme dans cette montagne.

## Parc national du mont Lao de Qingdao
La parc paysager du mont Lao de Qingdao (青岛崂山风景名胜区) a été proclamé parc national le 8 novembre 1982.